# Józef Wójcikiewicz
Józef Wójcikiewicz (ur. 12 lutego 1953 w Krakowie) – polski prawnik, profesor z tytułem honorowym zwyczajnego, specjalista z zakresu kryminalistyki. Od 2000 r. kierownik Katedry Kryminalistyki, a obecnie Pracowni Kryminalistyki na Wydziale Prawa i Administracji Uniwersytetu Jagiellońskiego.

## Życiorys
W 1975 ukończył studia prawnicze na Wydziale Prawa i Administracji Uniwersytetu Jagiellońskiego w Krakowie. Stopień doktora nauk prawnych uzyskał w 1980, zaś stopień naukowy doktora habilitowanego w 1990 na podstawie dorobku naukowego oraz rozprawy pt. Hipnoza w prawie karnym i kryminalistyce. W czerwcu 2001 otrzymał tytuł naukowy profesora.
Członek konsultant Rady Naukowej Polskiego Towarzystwa Kryminalistycznego.

## Zainteresowania naukowe
- Dowody naukowe
- Ślady pamięciowe
- Taktyka kryminalistyczna